# Mesochorus ingentis
Mesochorus ingentis là một loài tò vò trong họ Ichneumonidae.